# Zwei-Fach-Bachelor
Der Zwei-Fach-Bachelor (auch Kombinations-Bachelor) ist ein grundständiges Studium an einer Hochschule, mit dem Abschlussziel Bachelor, welches zwei Fächer in gleichem oder ähnlichem Umfang umfasst.

## Aufbau
Das Studium besteht entweder aus zwei gleichgewichteten Hauptfächern oder einem Haupt- und einem Nebenfach. In Abgrenzung zum Beifach vieler Ein-Fach-Bachelorstudiengänge, soll der Zwei-Fach-Bachelor in beiden Fächern für ein aufbauendes Fachstudium qualifizieren, zum Beispiel mit dem Abschlussziel Master. Prinzipiell können alle Fächer miteinander kombiniert werden, jedoch sind Zwei-Fach-Bachelor in den Geistes- und Sprachwissenschaften verbreiteter als in den Naturwissenschaften. Eine Ausnahme bildet (in Deutschland) das Lehramtsstudium, welches verpflichtend mindestens zwei Fächer umfassen muss.
Das Studium mit Nebenfach oder zweitem Hauptfach ist seit der Umstellung auf das zweistufige Bolognasystem seltener und schwieriger geworden, als zuvor unter den Abschlüssen Diplom und Magister. Teilweise müssen aufgrund des geringeren Umfangs jeden Fachs aufeinander aufbauende Veranstaltungen ausgelassen werden, weshalb Studierende sich bestimmte Qualifikationen außerhalb der vorgesehenen Studienzeit selbst aneignen müssen. Auch die verschulte Studienorganisation, mit vielen verpflichtenden Präsenzveranstaltungen, kann durch nicht abgestimmte Veranstaltungspläne zu Problemen führen. Oft dürfen zudem nur bestimmte Fächer miteinander kombiniert werden.

## Kritik
Aufgrund dieser erhöhten Anforderungen an (Selbst-)Organisation und Lerndisziplin, sowie einen möglicherweise höheren Arbeitsaufwand aufgrund des gleichzeitigen Erlernens verschiedener Fächer, wird dem Zwei-Fach-Bachelor insgesamt ein höherer Zeitaufwand zugeschrieben, als Ein-Fach-Bachelorstudiengängen. Dieser Umstand wird in der Studienplanung seitens der Hochschulen in der Regel nicht berücksichtigt.